# Jeffrey Read
Jeffrey Read (Calgary, 1 de octubre de 1997) es un deportista canadiense que compite en esquí alpino. Su hermano Erik compite en el mismo deporte.
Ganó una medalla de bronce en el Campeonato Mundial de Esquí Alpino de 2023, en la prueba de equipo mixto. En la Copa del Mundo consiguió un podio en total.

## Palmarés internacional
| Campeonato Mundial | Campeonato Mundial           | Campeonato Mundial | Campeonato Mundial |
| Año                | Lugar                        | Medalla            | Prueba             |
| ------------------ | ---------------------------- | ------------------ | ------------------ |
| 2023               | Courchevel/Méribel (Francia) | Medalla de bronce  | Equipo mixto       |